# Raino (hrabia Tusculum)
Raino także Reginulf (zm. po 1185) – ostatni hrabia Tusculum, syn Ptolemeusza II i jego pierwszej żony Berty.

## Życiorys
Po śmierci ojca, w 1153 roku, wspólnie ze starszym bratem, Janem, przejął władzę w Tusculum. Jan nie pojawia się już w dokumentach w 1167 roku, co oznacza, że musiał już nie żyć i Raino rządził samodzielnie. Za czasów Eugeniusza III, papiestwo nabyło prawa do fortecy, z której władzę sprawowali Tuskulańczycy. 8 lipca 1155 roku Jan przyrzekł wierność Hadrianowi IV, a w zamian za to, papież chciał mu dać w lenno kupioną fortecę i uczynić go swoim wasalem. Senat rzymski jednak nie wyraził na to zgody, a wezwania Aleksandra III do zaprzestania ataków na hrabiów okazały się daremne. Raino zwrócił się także o pomoc do Rainalda z Dassel.
Komuna miejska, która podburzała do coraz to nowych konfliktów, zmusiła Raino do sprzedaży swojej posiadłości w Tusculum prefektowi Janowi. Gdy jednak Jan wyjechał z miasta, Raino usiłował ponownie wkroczyć do swojej fortecy, lecz zostało to uniemożliwione przez mieszkańców. 8 sierpnia 1170 oddał władzę w Tusculum papieżowi, zrzekając się do niego praw.
11 października 1179 sprzedał Aleksandrowi III Lariano, w zamian za Vicolo i Normę. W 1185 roku zawarł także układ z Cenciuszem i Oddonem Fragnipane, sprzedając Monte Cavo i Tusculanum, za Terracinę i Circegium.